# Ein 'Arik
Ein 'Arik, en arabe : عين عريك, est un village du gouvernorat de Ramallah et Al-Bireh en Palestine. Il est situé à 7 km à l'ouest de Ramallah et au centre de la Cisjordanie.
Selon le recensement du bureau central palestinien des statistiques, la localité compte une population de 1 567 habitants en 2017.